# Edströmsvallen

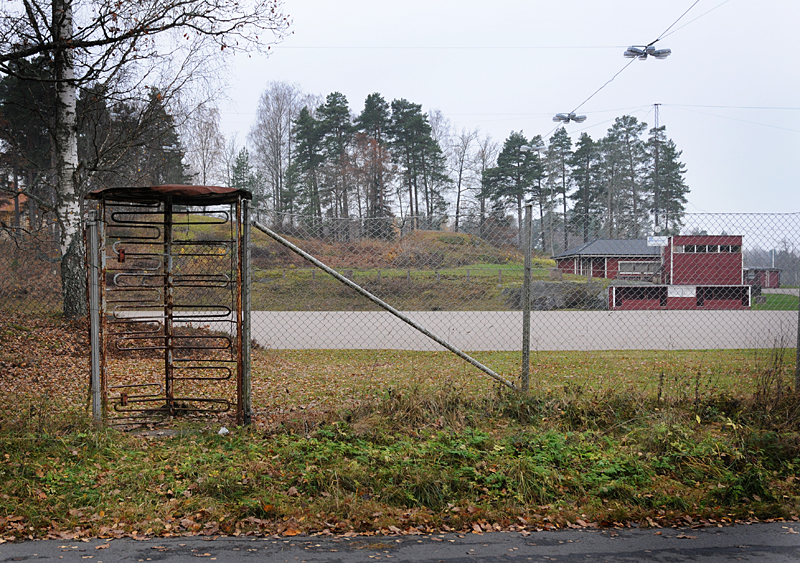
Edströmsvallen

Edströmsvallen är en idrottsplats i Hälleforsnäs i Sverige och Hälleforsnäs IF:s tidigare hemmaplan i bandy. Anläggningen är döpt efter industrimannen Sigfrid Edström som var engagerad i AB Järnförädling på orten. Edströmsvallen saknar konstfrusen bandybana vilket i debatten nämnts som en orsak till att bandylaget halkat nedåt i seriesystemet. Hälleforsnäs IF beslutade 2005 att lägga ner bandyn.